# 美国战役纪念碑委员会
美国战役纪念碑委员会（英語：American Battle Monuments Commission，缩写AMBC），是一个属于美国联邦政府管理的行政部门，建立于1923年，意在表彰美国武装部队作出成就和牺牲的将士建立海外纪念公墓和国内纪念园区服务。
该委员会的职能有：
- 设计、建造、运营和维修在国外永久美国墓地。
- 根据国会公法从1917年4月6日起,建立和维护美国军事纪念碑和标记在海外服役的美国武装部队。
- 控制设计和施工永久性美国军事纪念碑和标志（美国公民和组织、公共和私人）。